# Bohartia martini
Bohartia martini är en tvåvingeart som beskrevs av Adisoemarto och Wood 1975. Bohartia martini ingår i släktet Bohartia och familjen rovflugor. Inga underarter finns listade i Catalogue of Life.